# 우랑겔섬레밍
우랑겔섬레밍(Lemmus portenkoi)은 비단털쥐과에 속하는 설치류의 일종이다. 러시아의 브란겔섬의 토착종이다. 1993년 자렐(Jarrell)과 프레드가(Fredga)가 시베리아갈색레밍(L. sibiricus)의 아종으로 포함시켰지만 체르냐브스키(Chernyavskii)가 별도의 종으로 간주했다.